# Luca Lombroso
Luca Lombroso (Novara, 25 marzo 1964) è un meteorologo previsore e divulgatore ambientale italiano, noto al pubblico per aver partecipato al talk show Che tempo che fa dal 2003 al 2007.

## Attività
Luca Lombroso è tecnico meteorologo certificato e divulgatore ambientale. È responsabile tecnico dell'Osservatorio Geofisico di Modena del Dipartimento di Ingegneria "Enzo Ferrari", Università di Modena e Reggio Emilia. 
Ha scritto e collaborato a centinaia di articoli scientifici e divulgativi, partecipato a numerosi corsi e convegni e al grande esperimento "MAP Mesoscale Alpine Programme" nel 1999.
ha partecipato e organizzato la logistica di campagne di misure scientifiche per rilevamenti meteorologi e ambientali.
È Presidente dell'Associazione Emilia Romagna Meteo, membro del Comitato di Redazione della Rivista Nimbus, socio di ASPO Italia e membro del Comitato Scientifico di Foreste per Sempre.

## Radio e TV
Oltre alla partecipazione a Che tempo che fa, presentando simpaticamente le previsioni, è spesso ospite a trasmissioni televisive (Kilimangiaro, Cominciamo Bene, Le Storie, Agorà, ecc.). Dal 2010 al 2012 ha collaborato con Class Meteo - Class TV conducendo il programma Lombroso Variabile e partecipando al programma Class Meteo Show. Nel 2015 ha collaborato con licia Colò al programma Il Mondo Insieme, tenendo la rubrica Il Mondo in PrevisionePer radio ha collaborato con Le Scatole Cinesi ed è spesso ospite o in collegamento a Caterpillar, l'altro lato ecc. su Radio 2 e a varie radio regionali.

## Libri
- Aria, con Licia Colò e foto di Giancarlo Pradelli, Edizioni Cassa di Risparmio di Vignola (fuori commercio)
- Luca Lombroso, Il tempo in fattoria : guida all'uso delle previsioni meteorologiche in campagna, Edagricole, 2006, ISBN 88-506-5179-1, OCLC 799333856. URL consultato il 10 novembre 2022.
- Salvatore Quattrocchi, L'osservatorio di Modena : 180 anni di misure meteoclimatiche, SMS, 2008, ISBN 978-88-903023-2-9, OCLC 799963193. URL consultato il 10 novembre 2022.
- Simona Pareschi, Dipende da te : 101 cose da fare per salvare il pianeta e vivere meglio, Gribaudo, 2011, ISBN 978-88-580-0383-1, OCLC 898500973. URL consultato il 10 novembre 2022.
- Luca Lombroso, Apocalypse now?, Artestampa, 2012, ISBN 978-88-6462-168-5, OCLC 898654593. URL consultato il 10 novembre 2022.
- Luca Lombroso, Ciao fossili : cambiamenti climatici resilienza e futuro post carbon, Artestampa, 2016, ISBN 978-88-6462-436-5, OCLC 982275077. URL consultato il 10 novembre 2022.
- "Attenti al Meteo - Tornado alluvioni grandine e saette", di Luca Lombroso,  Edizioni Artestampa, 2022, ISBN 9788864629650